# 장이펑 (배우)
장이펑(중국어 간체자: 张翊峰, 병음: Zhāng Yìfēng, 한자음: 장익봉, 2000년 7월 21일 ~ )은 중국의 배우이다.